# 107-es busz (Budapest)
A budapesti 107-es jelzésű autóbusz a Keleti pályaudvar és BudaPart között közlekedik. A viszonylatot a Budapesti Közlekedési Zrt. üzemelteti. Útvonala és megállókiosztása a Keleti pályaudvar és a Szent Gellért tér között a 7-es viszonylatéval megegyezik.

## Története
A Budapesti Közlekedési Központ 2020 februárjában társadalmi egyeztetést indított BudaPart városnegyed közösségi közlekedésének fejlesztéséről. A tervezet szerint a munkanapi csúcsidőszakokban 107E jelzéssel zónázó viszonylat indult volna Bosnyák tértől a Belvároson és az Erzsébet hídon át, a párhuzamos szakaszokon a 133E busszal azonos megállókiosztással. A javaslatot több változtatással 2022-ben véglegesítették: a meghirdetettel ellentétben teljes üzemidőben, 107-es jelzéssel indult új járat a Keleti pályaudvartól, az összes érintett megállóhelyet kiszolgálva. A viszonylat 2022. november 19-étől közlekedik, munkanapokon csuklós, egyéb időszakokban szóló buszokkal.

## Útvonala
| BudaPart felé |
| Keleti pályaudvar M vá. – Baross tér – Rákóczi út – Kossuth Lajos utca – Ferenciek tere – Szabad sajtó út – Erzsébet híd – Szent Gellért rakpart – Szent Gellért tér – Műegyetem rakpart – Goldmann György tér – Pázmány Péter sétány – Dombóvári út – BudaPart vá. |
| Keleti pályaudvar felé |
| BudaPart vá. – Dombóvári út – Budafoki út – Szent Gellért tér – Szent Gellért rakpart – Erzsébet híd – Szabad sajtó út – Ferenciek tere – Kossuth Lajos utca – Rákóczi út – Baross tér – Thököly út – Keleti pályaudvar M vá.                                       |

## Megállóhelyei
| 0  | Keleti pályaudvar M végállomás    | 22 | 23, 24 73, 76, 78, 79, 80 5, 7, 7E, 8E, 20E, 30, 30A, 108E, 110, 112, 133E, 230 G10 S60 G60 Z60 S80 G80 IC, EC, EN, InterRégió, sebesvonat, gyorsvonat, expresszvonat,              |
| ∫  | Keleti pályaudvar M               | 21 | 23, 24 73, 76, 78, 79, 80 5, 7, 7E, 8E, 20E, 30, 30A, 108E, 110, 112, 133E, 230 G10 S60 G60 Z60 S80 G80 IC, EC, EN, InterRégió, sebesvonat, gyorsvonat, expresszvonat,              |
| 1  | Huszár utca                       | 19 | 73, 76, 79 5, 7, 110, 112 |
| 3  | Blaha Lujza tér M                 | 18 | 4, 6, 28, 28A, 37, 37A, 62 74 5, 7, 7E, 8E, 99, 108E, 110, 112, 133E, 217E |
| 5  | Uránia                            | 16 | 74 5, 7, 8E, 108E, 110, 112, 133E |
| 6  | Astoria M                         | 15 | 47, 48, 49 72, 74 5, 7, 8E, 9, 108E, 110, 112, 133E |
| 8  | Ferenciek tere M                  | 13 | 5, 7, 8E, 15, 108E, 110, 112, 133E |
| 9  | Március 15. tér                   | 12 | 2, 2B, 23 5, 7, 8E, 15, 108E, 110, 112, 133E |
| 11 | Rudas Gyógyfürdő                  | 10 | 19, 41, 56, 56A 7, 8E, 108E, 110, 112 |
| 14 | Szent Gellért tér – Műegyetem M   | 7  | 19, 41, 47, 48, 49, 56, 56A 7, 133E |
| 16 | Petőfi híd, budai hídfő           | ∫  | 4, 6 153, 154, 212, 212A, 212B 1172, 1173, 1174, 1175, 1176, 1177, 1183, 1184, 1185, 1188, 1189, 1190, 1193, 1194, 1201, 1205, 1212, 1215, 1216, 1229, 1251, 1253, 1254, 1257, 1268 |
| 17 | Egyetemváros – A38 hajóállomás    | ∫  | 153, 154 |
| 17 | Magyar tudósok körútja            | ∫  | 153, 154 |
| 19 | Infopark (Pázmány Péter sétány)   | ∫  | 153, 154 |
| ∫  | Budafoki út / Karinthy Frigyes út | 5  | 33, 33A, 133E 6 |
| ∫  | Budafoki út / Szerémi sor         | 3  | 33, 33A, 133E, 153, 154, 212, 212A, 212B 4 |
| ∫  | Budafoki út / Dombóvári út        | 1  | 33, 33A, 133E, 154 1 |
| 21 | BudaPart végállomás               | 0  | 154 1 |